# Hidrolândia (Ceará)
Hidrolândia is een gemeente in de Braziliaanse deelstaat Ceará. De gemeente telt 19.252 inwoners (schatting 2009).
De gemeente grenst aan Norte e Santa Quitéria, Catunda, Nova Russas, Ipu en Pires Ferreira.